# Бранко Видић
Бранко Видић (Дервента 1904 — Београд 1967) био је српски стрипски сценариста и писац популарних авантуристичких романа, изузетне омиљености код публике. И по квалитету и по обиму дела сматра се најважнијим српским и југословенским стрипским сценаристом тзв. „Златног доба стрипа“ (1935 — 1941). Био је један од цртача окупљених око Београдског круга, изванредне стрип-школе, чувене и у светским размерама.

## Биографија
Рођен је 1904. године у Дервенти. У току Првог светског рата долази са родитељима у Београд. Мада из сиромашне породице, успева да се упише у гимназију и већ током школовања почиње да се бави списатељским радом. Прве чланке објавио је у листовима познатог београдског издавача Ивана Зрнића. Познанство са Милутином Игњачевићем имаће одлучујући утицај на његов даљни животни пут. Ангажујући га за сарадника у Ивковићевом листу Робинзон. Игњачевић му омогућава да реализује свој први сценаристички покушај, који ће цртачки уобличити Никола Навојев. Била је то обрада Гогољеве приче Тарас Буљба, чији крај читаоци неће дочекати због обустављања даљег излажења листа. Наредне Видићеве текстове поново ће реализовати Никола Навојев, али овог пута за Мику Миша. Убрзо је уследио стрип Крвна освета, једини Видићев заједнички рад са просечним цртачем Ђорђем Малим. Током објављивања овог стрипа, на страницама листа први пут је најављен излазак стрипа Дубровачки гусар.
Појава прве свеске романа Дубровачки гусар, објављене као бесплатан прилог 73. броја Мике Миша (19. фебруар 1937), означила је почетак плодног Видићевог стваралаштва у области романсираног авантуристичко историјског жанра. Наредне свеске Дубровачког гусара излазиле су у едицији Криминални забавник, достижући тираже каквим се у то време могао похвалити ретко који писац забавне литературе. Велику популарност доживели су и његови остали романи (написао их је око тридесет): Тамница, Господар ноћи, Горски војвода, Хајдук Мијат, Сибир или атаман Годунов и други. Видић се по правилу потписивао са неким од својих бројних преудонима, од којих је најпознатији био Брандон Вид.
Писање Дубровачког гусара ипак га није одвојило од рада на стрипу. До почетка 1939. године Видић ће за Навојева припремити још три сценарија, исто толико за Константина Кузњецова, чак пет за Сергеја Соловјева и један за Ђуку Јанковића. Са појединим остварењима постићи ће изванредан успех и, упркос чињеници да се заслуге за то приписују цртачком мајсторству водећих аутора Београдског круга Соловјеву, Навојеву и Кузњцову, не може се порећи ни Видићев допринос великој популарности Црног атамана, Малог морепловца или Бена Керигена.
Нови преломни тренутак у Видићевом животу догодио се почетком 1939. године и поново је био везан уз име уредника Ивковићевих издања. Одлучивши да напусти редакцију Мике Миша, Милутин Игњачевић заједно са Бранком Видићем покреће нови лист Микијево царство. Не само због улагања дела сопствених средстава, већ пре свега због могућности да у далеко већој мери утиче на судбину листа, за Видића је ово био одлучујући импулс да се са још више жара посвети даљем писању. Резултат његовог ангажмана готово је невероватан: за нешто више од две године излажења Микијевог царства. Видић је написао сценарија за преко 40 стрипова, остварујући пре свега у тандему са Навојевим неколико вредних серијала и читав низ изузетно занимљивих прича. Поред сарадње са Навојевим, за кога је написао две трећине од укупног броја текстуалних предложака, Видић је креирао приче и за Соловјева и младог Драгана Савића.
За време Другог светског рата Видић је у Београду држао антикварницу, да би се после ослобођења бавио разним пословима. Правог контакта са стрипом више није имао, са изузетком 1951. године када је био технички уредник Малог забавника. Педесетих година објавио је под разним псеудонимима више романа у наставцима.
Још за живота стрипови су му са успехом објављивани и у Француској, Италији, Бугарској и Турској, а његова дела се у земљама бивше Југославије редовно репринтују до данас.
Преминуо је у Београду 1967. године 

## Стрипографија

### „Робинзон“
- „Тарас Буљба” 1936. (према делу Н. В. Гогоља, цртеж Никола Навојев) недовршено

### „Мика Миш“
- „Хајдуков син” 1936. (цртеж Никола Навојев)

- „Освајачи северног пола” 1936. (цртеж Никола Навојев)

- „Отмица лепе Туркиње” 1936. (цртеж Никола Навојев)

- „Крвна освета” 1936/37. (цртеж Ђорђе Мали)

- „Пут око света” 1937. (према делу Бранислава Нушића, цртеж Ђука Јанковић)

- „Мистерије Чикага” 1937. (цртеж Константин Кузњецов)

- „Бен Кериган - епизода: Џингис Канов потомак” 1937/38. (цртеж Константин Кузњецов)

- „Црни атаман” 1937/38. (цртеж Сергеј Соловјев)

- „Црни атаман” – епизода: Капетан Леш 1938. (цртеж Сергеј Соловјев)

- „Мали морепловац” 1938. (цртеж Никола Навојев)

- „Бен Кериган” – епизода: Зелени змај” 1938. (цртеж Константин Кузњецов)

- „Црни атаман” – епизода: Невеста живог Буде” 1938. (цртеж Сергеј Соловјев)

- „„Мали морепловац” – II епизода 1938. (цртеж Никола Навојев)

- „Једнооки пират” 1939. (цртеж Никола Навојев)

- „„Буфало Бил” 1939. (цртеж Сергеј Соловјев)

- „Буфало Бил” - II епизода 1939. (цртеж Сергеј Соловјев)

### „Микијево царство“
- „Комнен Барјактар” 1939. (цртеж Никола Навојев)

- „Млади Бартуло” 1939. (цртеж Никола Навојев)

- „Две сиротице” 1939. (према Д'Енеријевом роману, цртеж Никола Навојев)

- „Мали морепловац” 1939. (цртеж Никола Навојев)

- „Краљевић и просјак” 1939. (према роману Марка Твена, цртеж Драган Савић)

- „Зигомар” 1939. (цртеж Никола Навојев)

- „Млади Бартуло” – епизода: Принц Конде 1939. (цртеж Никола Навојев)

- „Две сиротице” - II епизода 1939. (цртеж Никола Навојев)

- „Млади Бартуло” – епизода: „Роб са галије” 1939. (цртеж Никола Навојев)

- „Џунгла Вед” 1939. (цртеж Драган Савић)

- „Зигомар против Фантома” 1939. (цртеж Никола Навојев)

- „Две сиротице” – епизода: „Сунце среће” 1939. (цртеж Никола Навојев)

- „Бен Хур” 1939. (цртеж Драган Савић)

- „Тарас Буљба” 1939. (цртеж Никола Навојев)

- „Зигомар” – епизода: „Невеста богова” 1939. (цртеж Никола Навојев)

- „Тарас Буљба” - II епизода, 1939/40. (цртеж Никола Навојев)

- „Две сиротице” – епизода: „Подземни Париз” 1939. (цртеж Никола Навојев)

- „Зигомар” – епизода: „Бич правде” 1940. (цртеж Никола Навојев)

- „Наполеон” 1940. (цртеж Сергеј Соловјев)

- „Бела сестра” 1940. (цртеж Никола Навојев)

- „Млади Бартуло” – епизода: „Три гусара” 1940. (цртеж Никола Навојев)

- „Црни атаман” 1940. (цртеж Сергеј Соловјев)

- „Црна маска – лорд Варвик” 1940. (цртеж Сергеј Соловјев)

- „Наполеон” - II епизода, 1940. (цртеж Сергеј Соловјев)

- „Бела сестра” - II епизода, 1940. (цртеж Никола Навојев)

- „Наполеон” - III епизода, 1940. (цртеж Сергеј Соловјев)

- „Две сиротице” 1940. (цртеж Никола Навојев)

- „Витез Буридан” 1940. (цртеж Никола Навојев)

- „Зигомар” – епизода: „Мистерије Египта” 1940. (цртеж Никола Навојев)

- „Џером Хучисон – Пламени пилот” 1940. (цртеж Драган Савић)

- „Биг Кид” 1940. (цртеж Сергеј Соловјев)

- „Женидба Максима Црнојевића” 1940. (цртеж Никола Навојев)

- „Исток непобедиви „1940. (према Финжгаровом делу цртеж Сергеј Соловјев)

- „Чељускинци” 1940. (цртеж Никола Навојев)

- „Космогенит” 1940. (цртеж Драган Савић)

- „Мињон” 1940. (цртеж Никола Навојев)

- „Млада Сибирка” 1940. (цртеж Сергеј Соловјев)

- „Под слободним сунцем” 1940. (према Финжгаровом делу цртеж Сергеј Соловјев)

- „Смрт Смаил Аге Ченгића” 1940. (према Мажуранићевом епу цртеж Никола Навојев)

- „Окови прошлости” 1940/41. (цртеж Никола Навојев наставио Иван Шеншин) недовршено

- „Летећи Зигомар” 1940/41. (цртеж Душан Богдановић) недовршено

## Спољашне везе
- Петпарачки романи и њихови писци. "Политика", 4. јан. 1938